# Ondina
Ondina je žensko osebno ime.

## Izvor imena
Ime Ondina je izpeljano iz ženskega imena Otilija.

## Pogostost imena
Po podatkih Statističnega urada Republike Slovenije je bilo na dan 31. decembra 2007 v Sloveniji 76 oseb z imenom Ondina.

## Znane osebe
- Ondina Otta Klasinc, slovenska sopranistka